# Жовтий надгігант

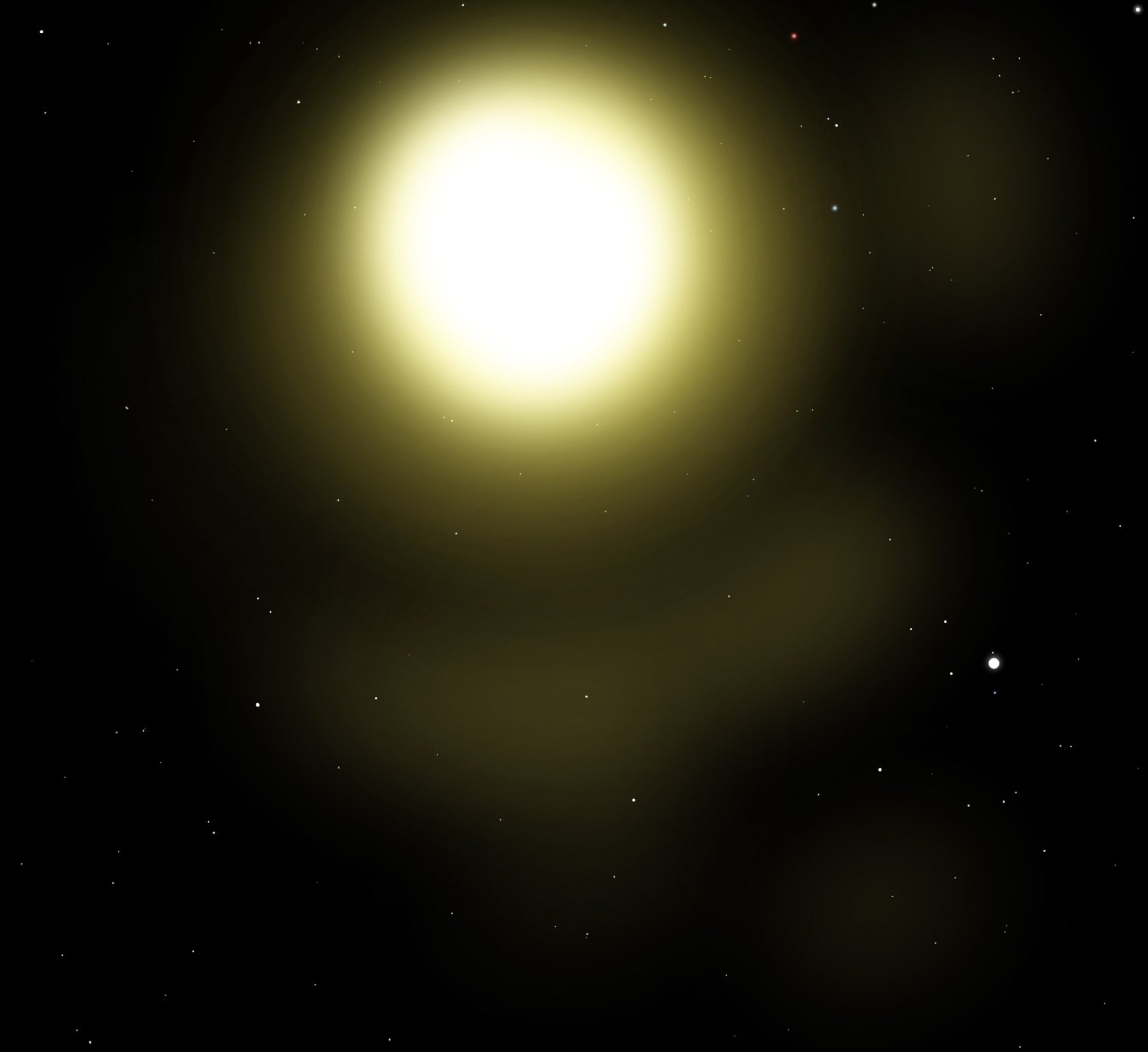
Везен, яскравий жовтий надгігант (клас F8Ia)

Жовтий надгігант — це зоря-надгігант спектрального класу F або G. Ці зорі мають початкову масу між 10 та 40 масами сонця, хоча деякі жовті надгіганти втратили більше половини цієї маси. Зорі з меншою масою, ніж зазначена, мають меншу світність і вважаються жовтими гігантами. Маса найважчих жовтих надгігантів не перевищує маси блакитних надгігантів.
Більшість жовтих надгігантів остигають та швидко розширюються, перетворюючись у червоні надгіганти, після залишення головної послідовності. Відповідно зоря у цьому класі перебуває лише декілька тисяч років, а зорі такого класу зустрічаються значно рідше, ніж червоні надгіганти. Жовті надгіганти після виснаження водню у ядрі, спалюють водень у оболонці. Початок спалення гелію у ядрі плавно починається десь на стадії переходу до червоного надгіганта, однак різні науковці розходяться у думці щодо моделей, чи це відбувається ще на стадії жовтого надгіганта чи вже після перетворення у червоного надгіганта.

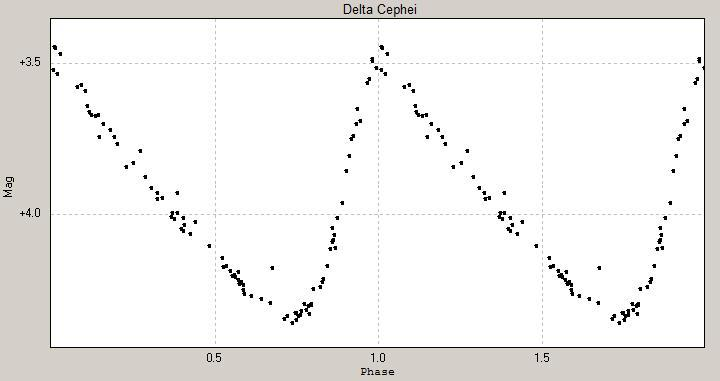
Крива світності Дельта Цефея, жовтого надгіганта, класичної змінної цефеїди.

Жовті надгіганти розташовані на діаграмі Герцшпрунга—Рассела на ділянці під назвою «смуга нестабільності», оскільки їх температура та світність спричиняє їх динамічну нестабільність. Більшість зір у смузі нестабільності є змінними: субгіганти як змінні типу RR Ліри, гіганти як змінні типу W Діви (цефеїди II типу) та яскраві гіганти та надгіганти як класичні цефеїди. Крім того, існують значно рідкісніші жовті змінні надгіганти як змінні типу RV Тельця, що вважаються зорями на стадії після асимптотичної гілки гігантів, та змінні типу R Північної Корони, дуже рідкісні незвичайні вуглецеві зорі, які маже не мають водню. Над смугою нестабільності (тобто більшої світності) перебувають жовті гіпергіганти, також нестабільні, але з нерегулярними пульсаціями та вищою втратою маси. Жовтні гіпергіганти — це переважно зорі, які вже були на стадії червоних надгігантів та розвиваються у блакитному напрямку, хоча виявлено принаймні один приклад, який розвивається у червоного надгіганта.
Вважається, що жовтий надгігант не вибухає як наднова до досягнення стадії червоного надгіганту, хоча залишається неясним, чи можуть колапсувати та вибухнути як наднова жовті гіпергіганти, які пройшли стадію червоних надгігантів. Однак все ж вважається, що декілька наднових мали в попередниках жовних надгігантів, які недостатньо яскраві, щоб бути пост-червоними надгігантами. Якщо це буде підтверджено, тоді слід буде шукати пояснення, як зоря середньої маси з неспаленим гелієвим ядром може вибухнути надновою з колапсом ядра. В таких випадках найбільш ймовірними є зорі з подвійної системи.